# Gerrit Horstmeier

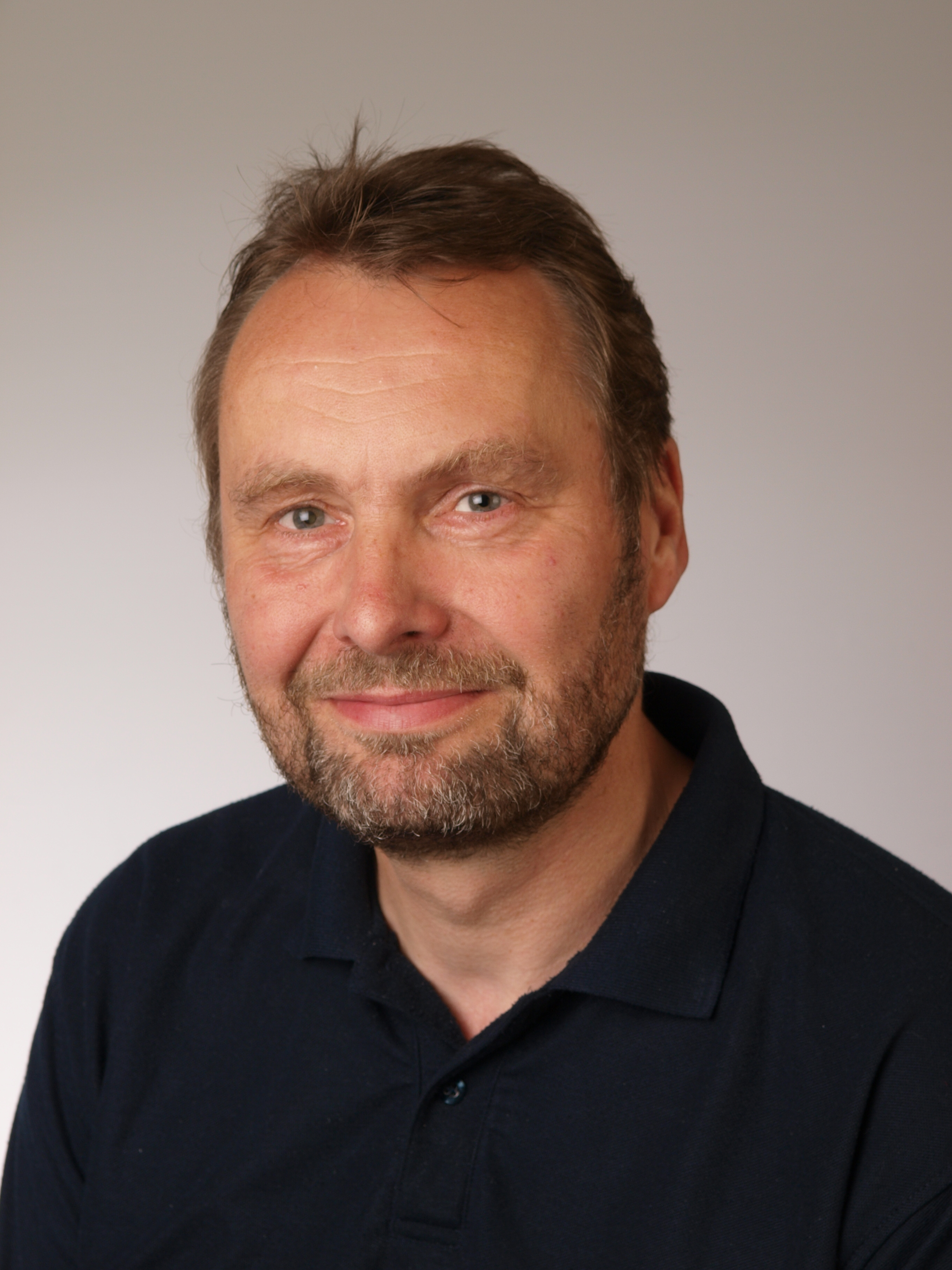
Gerrit Horstmeier (2010)

Gerrit Horstmeier (* 1958 in Witten) ist ein deutscher Jurist. Er ist Professor an der Fakultät Wirtschaft der Hochschule Furtwangen.

## Beruflicher Werdegang
Nach seinem zweiten Staatsexamen und der Zulassung als Rechtsanwalt war er Leiter der Rechtsabteilung der Krombacher Brauerei GmbH & Co. KG, danach Manager Legal & Personnel der SEIKO Germany GmbH. Weitere berufliche Stationen als Leiter der Zentralabteilung Recht/Personal Führungskräfte der Saarbergwerke AG, Geschäftsführer der Saarberg Hölter Umwelttechnik GmbH und der TOTAL Mineralölvertrieb GmbH folgten.

## Lehre und Forschung
Gerrit Horstmeier lehrt seit 2001 an der Business School der HFU u. a. Internationales Wirtschaftsrecht, Arbeitsrecht, Unternehmensethik, Konflikt Management sowie zu General Management-Themen.
An der Entwicklung der Fakultät Wirtschaft wirkte er u. a. als Prodekan und Dekan mit. Seit 2006 ist Horstmeier Ethikbeauftragter der HFU. 2007 begründete er das „Studium Generale“ am Campus Schwenningen. Außerdem ist er C-Trainer des Baden-Württembergischen Kanuverbandes und Leiter der HFU Kajakgruppe. 
Den Kontakt zur Praxis hält er als Wirtschaftsmediator sowie als anerkannte Schiedsstelle des Landgerichts Konstanz. Gerrit Horstmeier forscht und publiziert im Bereich des Arbeits- und Wirtschaftsrechts, im Bereich Mediation und Konfliktmanagement sowie zum General Management. Er entwickelte die Methode des „White Water Management – Learning management in a new way“ als handlungsorientierten Ansatz für das Managementtraining. Dabei werden Managementprinzipien wie Verantwortung für eine Zielerreichung, Risikobeurteilung, Entscheidungsfindung, Teammanagement im Handlungsfeld des Wildwassers vor Ort erprobt und individuell reflektiert. Über dieses Konzept können auch Anfänger im Wildwasserfahren mit dem Kajak zu den Kernaufgaben des Managements hingeführt werden.

## Veröffentlichungen

### Bücher
- Privatrecht der Wirtschaft. Business law for beginners. Eine Einführung in Methodik, Schuld- und Arbeitsrecht. Petaurus, Villingen-Schwenningen 2006, ISBN 3-932 824-09-1 (Teil 1) und ISBN 3-932824-11-3 (Teil 2).
- Der Sukzessivlieferungsvertrag in Praxis und Rechtsprechung. Petaurus, Villingen-Schwenningen 2006, ISBN 3-932 824-10-5.
- Prekäre Beschäftigungsverhältnisse. De Gruyter, Berlin 2009, ISBN 978-3-89949-468-6.
- hrsg. mit Britta Bergemann: Perspektiven – Festschrift für Gerd Addicks zum 65. Geburtstag. Wolfsbrunnen, Heidelberg 2012, ISBN 3-934322-09-3.
- Privatrecht der Unternehmen. Eine Einführung in das Gesellschafts-, Vertrags-, Wirtschafts- und Arbeitsrecht sowie die Methodik. 7. Auflage. Petaurus, Villingen-Schwenningen 2012, ISBN 978-3-932-824-13-5
- Das neue Mediationsgesetz. Einführung in das neue Mediationsgesetz für Mediatoren und Medianden. Beck, München 2013, ISBN 978-3-406-64353-8.
- Management im ständigen     Wildwasser. Was     Führungskräfte vom Kajakfahren lernen können. Springer Gabler, Wiesbaden     2017, ISBN 978-3-658-13210-1

### Aufsätze (Auswahl)
- Laufbahnplanung und die betriebliche Mitbestimmung. In: Handbuch Personalentwicklung und Training (= 22. Ergänzungslieferung August 1994). Verlag Deutscher Wirtschaftsdienst, Köln 1994, S. 1–17
- Lean Production und Arbeitsrecht. In: Handbuch Personalentwicklung und Training (= 29. Ergänzungslieferung Oktober 1995). Verlag Deutscher Wirtschaftsdienst, Köln 1995, S. 1–11
- Bilanzielle und steuerrechtliche Aspekte bei der Gründung eines Tochterunternehmens in Großbritannien in Form einer Private Limited Company. In: GmbH-Rundschau. 8/2001, {ISSN|0016-3570}, S. 332 ff.
- Auslandsentsendung von Arbeitnehmern und Stammhausbindung. In: Personalführung. 2/2006, {ISSN|0723-3868}, S. 64 ff.
- Können angestellte Leitungsorgane von Gesellschaften ohne vorherige Abmahnung außerordentlich gekündigt werden?. In: GmbH-Rundschau. 8/2006, {ISSN|0016-3570}, S. 400 ff.
- mit Armin Trost: Ein neues Handlungsfeld für die Personalarbeit – Das Allgemeine Gleichbehandlungsgesetz und die Folgen für Unternehmen. In: Personalführung. 10/2006, {ISSN|0723-3868}, S. 60 ff.
- Praktikumsverträge mit Hochschulabsolventen. In: Juristische Rundschau. 8/2006, {ISSN|0022-6920}, S. 313 ff.
- Geschäftsführer und Vorstände als „Beschäftigte“. Der Diskriminierungsschutz für Organe nach dem Allgemeinen Gleichbehandlungsgesetz. In: GmbH-Rundschau. 3/2007, {ISSN|0016-3570}, S. 125 ff.
- mit Armin Trost: Strategien und Methoden wettbewerbsorientierter Rekrutierung. Rahmenbedingungen der Personalabwerbung. In: Personalführung. 12/2007, {ISSN|0723-3868}, S. 50 ff.
- mit Rechtsanwältin Eva-Maria Kassner, MBA: Claimmanagement und Partnering im internationalen Projektgeschäft. In: projektMANAGEMENT aktuell. 3/2008, {ISSN|0942-1017}, S. 31 ff.
- mit Sandie Calme: Anonymisierte Bewerbungen: Argumente, Rechtslage und Perspektiven. In: Personalführung. 10/2010, {ISSN|0723-3868}, S. 42–48
- Führen in schwierigen Zeiten – Turbulenzen als Chance verstehen. In: Wissensmanagement. Nr. 7, 2011, {ISSN|1438-4426}, S. 46–48
- Umsetzung der Mediationsrichtlinie durch ein neues Mediationsgesetz – der große Wurf für die Mediation?. In: JR. Nr. 1, 2012, {ISSN|0022-6970}, S. 1 ff.
- Wildwasser als Übungs- und Lernfeld: Was Manager beim Kajakfahren lernen. In: Wirtschaftspsychologie. 1/2013, {ISSN|1611-9207}, S. 58 ff.
- Dreiecksverhältnisse mit Fallstricken (Urteilsanmerkung zu BGH v. 15. Dezember 2012, NJW 2013, 678 ff.). In: Brauwelt. 25/2013, {ISSN|0724-696X}, S. 764
- Das neue Mediationsgesetz – ein Schub für die Mediation? In: Konfliktmanagement in der Wirtschaft. DCM Verlag, Meckenheim 2013, ISBN 978-3-927535-94-7
- Mit Tetiana Demchenko, Veronica Grisales, Markus Kienlechner, Lailah Maklouf, Lotte Habermann-Horstmeier: Management: Risiken beurteilen lernen durch Outdoor-Wildwassertraining. In: PERSONALquartely 01/2017, (ISSN 2193-0589), S. 48 ff.